# Azarath (gruppo musicale)
Gli Azarath sono un gruppo musicale death e black metal polacco, formatosi a Tczew nel 1998.

## Storia
Gli Azarath si sono formati nell'ottobre 1998 da Inferno, Bruno e D. La band ha poi registrato i primi demo, Traitors e Destroy Yourself. Dopo essere stata raggiunta da Bart e aver completato la formazione, la band suonò molti spettacoli per supportare i demo e alla fine scrisse e registrò il loro album di debutto, Demon Seed, negli Hertz Studio. L'album è stato accolto con recensioni positive e buona risposta, che ha portato alla band un invito da parte della band death metal polacca Vader a essere un gruppo di supporto per il Vader's Revelations Tour nel 2002.
Alla fine di agosto 2003, la band registrò il secondo album, Infernal BLASTING, negli Hendrix Studio. Come il primo album, ha ricevuto una risposta positiva da parte di critica e fan. Dopo la sessione di registrazione dell'album, D. lasciò la band per motivi personali. La band alla fine trovò un secondo chitarrista, Trufel, della band Yattering, e iniziò il tour per promuovere il nuovo album.
Tra giugno e agosto 2006, la band ha registrato il terzo album, Diabolic Impious Evil, presso l'Hendrix Studio e l'Hertz Studio. L'album è stato pubblicato il 16 settembre 2006. Dopo l'uscita dell'album, la band ha iniziato il tour Blitzkrieg 4, supportando Vader, insieme a Vesania e Trauma. Nel novembre 2007, la band ha suonato il Legions of Death Attack Tour in Polonia con Adam Sierzega alla batteria, l'ex batterista dei Lost Soul, insieme a Stillborn e Deception.
Nell'ottobre 2008, la band firmò un nuovo contratto con Agonia Records dopo l'uscita del loro prossimo quarto album in studio, Praise the Beast, che fu pubblicato come CD standard, LP e digipak limitato con tracce bonus. Più o meno nello stesso periodo, la band firmò con l'etichetta discografica americana Deathgasm Records per un'uscita in CD standard per il territorio nordamericano. L'album è stato pubblicato il 25 maggio 2009. La band ha suonato in diversi festival per supportare l'album, tra cui l'Inferno Metal Festival a Oslo ad aprile, il Devilstone Fest in Lituania a giugno e il PartySan Fest in Germania nell'agosto 2009. per undici giorni nei mesi di settembre e ottobre 2009, la band (insieme a Hermh e Black River) ha supportato i Behemoth nel loro tour polacco "Evangelion". Dopo il tour, Bruno ha deciso di lasciare la band e concentrarsi sulla sua vita privata. La band continuò con Necrosodom, delle band Anima Damnata, Thunderbolt e Throneum, come nuovo bassista e cantante.
Nel gennaio 2011 la band ha subito ulteriori cambi di formazione. La band si sciolse con i Thrufel e i Necrosodom presero il posto della chitarra invece del basso. La band reclutò P. come nuovo bassista. Verso la fine del 2010, la band ha firmato un contratto con la Witching Hour Productions. Poco dopo, tra gennaio e febbraio 2011, si sono svolte le sessioni di registrazione per il quinto album della band presso l'Hertz Studio, dove i Wiesławscy Bros erano responsabili della produzione, del mixaggio e del mastering. Il 10 aprile, Witching Hour pubblicò un EP intitolato Holy Possession, che consisteva nella traccia del titolo e in una cover di "Rebel Souls" della band Damnation. Il quinto album della band, Blasphemers' Maledictions, è stato pubblicato il 6 giugno 2011 da Witching Hour Productions.  Nel settembre 2011 la band ha iniziato il tour per l'album suonando in Polonia insieme alla band italiana Bulldozer e alle band polacche Witchmaster e Deus Mortem. Nel dicembre 2011 la band ha suonato all'European Hatefest Tour, supportando artisti come Triptykon, Marduk e Kataklysm. Durante l'estate del 2012 la band ha suonato all'Extreme Festival in Germania, Austria e Svizzera.

## Formazione

### Formazione attuale
- Inferno – batteria (1998-presente)
- Bart – chitarra (2000-presente)
- Necrosodom – voce, basso e chitarra (2009-presente)
- P. – basso e chitarra (2011-presente)

### Ex componenti
- Thorn – basso (1998-2000)
- Bruno – basso, chitarra e voce (1998-2009)
- D. – chitarra (1998-2003)
- Thrufel – chitarra (2003-2011)
- Daray – batteria dal vivo (2003)
- Wizun – batteria dal vivo (2005)
- Adam Sierżęga – batteria dal vivo (2007-2010)

## Discografia

### Album in studio
- 2001 – Demon Seed
- 2003 – Infernal Blasting
- 2006 – Diabolic Impious Evil
- 2009 – Praise the Beast
- 2011 – Blasphemers' Maledictions
- 2017 – In Extremis
- 2020 – Saint Desecration

### Singoli
- 2011 – Holy Possession

### Split
- 2004 – Death Monsters

### Demo
- 2000 – Destroy Yourself - Promo 2000